# Birma na Letnich Igrzyskach Olimpijskich 1968
Birmę na Letnich Igrzyskach Olimpijskich 1968 reprezentowało 4 zawodników, byli to sami mężczyźni.

## Skład kadry

### Boks
- Thet U Lai
  - Waga do 51 kg- 9. miejsce

- Tin Tun
  - Waga do 60 kg- 17. miejsce

### Lekkoatletyka
- Thin Sumbwegam
  - Maraton - 18. miejsce

- Hla Thein
  - Maraton - 47. miejsce